# Tropis - Uomo o scimmia?
Tropis - Uomo o scimmia? (Skullduggery) è un film statunitense del 1970 diretto da Gordon Douglas e interpretato, tra gli altri, da Burt Reynolds, Susan Clark ed Edward Fox.

## Trama
Una spedizione americana nella Nuova Guinea scopre una strana popolazione, composta da ominidi regrediti ad uno stato belluino, ma innocui e pacifici. Il protagonista, avendo difficoltà a memorizzare il lunghissimo nome latino con cui gli studiosi li annotano, li battezza Tropis. Ma qualcuno ha già in mente di sfruttare i piccoli esseri come operai in miniera. Quando uno dei  Tropis sembra essere stato assassinato, il  seguente  processo  si concentra  sulla questione se i Tropis siano una forma di umani o animali.